# Jan Holldack
Jan Holldack (* 11. Mai 1996 in Troisdorf) ist ein deutscher Fußballspieler. Er steht beim 1. FC Bocholt unter Vertrag und kommt defensiv wie offensiv auf verschiedenen Positionen zum Einsatz.

## Karriere
Aus der C-Jugend seines Jugendvereins FC Hennef 05 wechselte er zur Saison 2011/12 in die Jugend des 1. FC Köln, wo er in den Folgejahren in der B-Jugend-Bundesliga sowie anschließend in der A-Jugend-Bundesliga zum Einsatz kam. Dabei agierte er zunächst häufig als Innenverteidiger, wechselte dann jedoch auf die rechte defensive Außenbahn oder ins defensive Mittelfeld. Im Sommer 2015 folgte der Wechsel nach England zum FC Brentford, für dessen U21-Mannschaft sowie zweite Mannschaft Holldack vorrangig spielte. Seinen einzigen Einsatz in der ersten Mannschaft absolvierte er am 9. August 2016, als er in der ersten Runde des EFL-Cups mit seiner Mannschaft bei Exeter City (0:1 n. V.) unterlag. Anfang 2017 absolvierte er ein Probetraining bei den Sportfreunden Lotte, der Wechsel kam jedoch nicht zustande. Stattdessen schloss er sich leihweise dem West-Regionalligisten Wuppertaler SV an, für den er in 12 Spielen drei Tore erzielte. Der Ligakonkurrent KFC Uerdingen 05 verpflichtete Holldack im Anschluss daran. Mit den Krefeldern stieg er in die 3. Liga auf und kam in der Aufstiegssaison zu 21 Spielen (zwei Tore). 
Im Sommer 2019 folgte Holldack seinem Mannschaftskameraden Robin Benz zum Regionalligisten Bonner SC, wo er einen Einjahresvertrag erhielt. Bereits ein halbes Jahr später wechselte er in die Regionalliga Südwest zum VfR Aalen, kam dort jedoch bis zum vorzeitigen Saisonabbruch aufgrund der COVID-19-Pandemie im März 2020 verletzungsbedingt zu keinem Einsatz mehr. In den ersten drei Spielen der neuen Saison 2020/21 im September 2020 kam er jeweils von Beginn an zum Einsatz, bat jedoch kurz vor dem Ende der Transferperiode Anfang Oktober um Auflösung seines Vertrags.
Etwa zwei Wochen später schloss er sich Rot Weiss Ahlen in der Regionalliga West an. Mit Ahlen gelang ihm der Klassenerhalt. Nach Saisonende gab er zunächst an, nach Frankreich zu wechseln und dort beruflich tätig zu sein, verkündete dann jedoch seinen Verbleib in Ahlen und unterschrieb einen Zweijahresvertrag. In der folgenden Saison avancierte er mit neun Toren und sieben Torvorlagen zum zweitbesten Torschützen der Mannschaft nach Andreas Ivan; in der anschließenden Spielzeit wurde er mit zehn Toren sowie fünf Vorlagen mannschaftsintern der beste Torschütze.
Nach Ablauf seines Vertrages in Ahlen wechselte Holldack im Sommer 2023 zum Ligakonkurrenten 1. FC Bocholt.

## Nationalmannschaft
Holldack absolvierte Mitte Dezember 2013 im Rahmen eines Jugendturniers in Israel zwei Spiele für die deutsche U18-Nationalmannschaft: zunächst gegen Moldawiens U19 (3:1) und drei Tage später gegen Serbiens U18 (1:1).

## Erfolge
- Aufstieg in die 3. Liga 2018 mit dem KFC Uerdingen